# Androscoggin County
Androscoggin County ist ein County im Bundesstaat Maine der Vereinigten Staaten. Der Sitz der Countyverwaltung (County Seat) befindet sich in Auburn. Das U.S. Census Bureau hat bei der Volkszählung 2020 eine Einwohnerzahl von 111.139 ermittelt.

## Geographie
Nach Angaben der Volkszählungsbehörde der USA hat das County eine Gesamtfläche von 1288 Quadratkilometern. Darunter sind 70 Quadratkilometer, entsprechend 5,42 Prozent der Gesamtfläche, Wasserflächen. Das County grenzt im Uhrzeigersinn an die Countys Franklin County, Kennebec County, Sagadahoc County, Cumberland County und Oxford County.
Das County wird vom Office of Management and Budget zu statistischen Zwecken als Lewiston–Auburn, ME Metropolitan Statistical Area geführt.

## Geschichte
Eine Stätte des Countys hat aufgrund ihrer geschichtlichen Bedeutung den Status einer National Historic Landmark, das Sabbathday Lake Shaker Village. Insgesamt sind 103 Bauwerke und Stätten des Parish im National Register of Historic Places eingetragen (Stand 10. November 2017).

## Demografische Daten
Nach der Volkszählung im Jahr 2000 lebten im County 103.793 Menschen. Es gab 42.028 Haushalte und 27.192 Familien. Die Bevölkerungsdichte betrug 85 Einwohner pro Quadratkilometer. Ethnisch betrachtet setzte sich die Bevölkerung zusammen aus 96,98 % Weißen, 0,66 % Afroamerikanern, 0,27 % amerikanischen Ureinwohnern, 0,55 % Asiaten, 0,04 % Bewohnern aus dem pazifischen Inselraum und 0,28 % aus anderen ethnischen Gruppen; 1,22 % stammten von zwei oder mehr ethnischen Gruppen ab. 0,95 % der Bevölkerung waren spanischer oder lateinamerikanischer Abstammung.
Von den 42.028 Haushalten hatten 30,90 % Kinder und Jugendliche unter 18 Jahre, die bei ihnen lebten. 49,60 % waren verheiratete, zusammenlebende Paare, 10,80 % waren allein erziehende Mütter. 35,30 % waren keine Familien. 28,30 % waren Singlehaushalte und in 11,00 % lebten Menschen im Alter von 65 Jahren oder darüber. Die Durchschnittshaushaltsgröße betrug 2,38 und die durchschnittliche Familiengröße lag bei 2,91 Personen.
Auf das gesamte County bezogen setzte sich die Bevölkerung zusammen aus 23,90 % Einwohnern unter 18 Jahren, 9,10 % zwischen 18 und 24 Jahren, 29,70 % zwischen 25 und 44 Jahren, 22,90 % zwischen 45 und 64 Jahren und 14,40 % waren 65 Jahre alt oder darüber. Das Durchschnittsalter betrug 37 Jahre. Auf 100 weibliche Personen kamen 94,30 männliche Personen, auf 100 Frauen im Alter ab 18 Jahren kamen statistisch 91,20 Männer.
Das jährliche Durchschnittseinkommen eines Haushalts betrug 35.793 USD, das Durchschnittseinkommen der Familien betrug 44.082 USD. Männer hatten ein Durchschnittseinkommen von 31.622 USD, Frauen 22.366 USD. Das Prokopfeinkommen betrug 18.734 USD. 11,10 % der Bevölkerung und 7,50 % der Familien lebten unterhalb der Armutsgrenze. 13,80 % davon waren unter 18 Jahre und 11,00 % waren 65 Jahre oder älter.

## Städte und Gemeinden
Androscoggin County ist in 14 eigenständige Gemeinden aufgeteilt. Darunter befinden sich zwei Citys, der Rest sind Towns. Plantations kommen im Androscoggin County nicht vor.
| Ortschaft       | Status | Einwohner (2020) | Gesamte Fläche [km²] | Landfläche [km²] | Bevölkerungsdichte [Einwohner / km²] | Gründung ’’incorporated’’ | Besonderheit          |
| --------------- | ------ | ---------------- | -------------------- | ---------------- | ------------------------------------ | ------------------------- | --------------------- |
| Auburn          | city   | 24.061           | 170,4                | 154,8            | 141,2                                | 24. Feb. 1842             | Shire Town des County |
| Durham          | town   | 4.137            | 100,3                | 98,7             | 40,9                                 | 17. Feb. 1798             |                       |
| Greene          | town   | 4.376            | 91,5                 | 83,9             | 48,0                                 | 18. Juni 1788             |                       |
| Leeds           | town   | 2.262            | 112,5                | 104,5            | 20,1                                 | 16. Feb. 1801             |                       |
| Lewiston        | city   | 37.121           | 91,1                 | 88,3             | 407,5                                | 18. Feb. 1795             |                       |
| Lisbon          | town   | 9.711            | 62,6                 | 61,1             | 157,4                                | 22. Juni 1799             |                       |
| Livermore       | town   | 2.127            | 102,1                | 97,6             | 20,9                                 | 28. Feb. 1795             |                       |
| Livermore Falls | town   | 3.060            | 52,9                 | 51,2             | 57,8                                 | 20. März 1843             |                       |
| Mechanic Falls  | town   | 3107             | 28,9                 | 28,48            | 107,5                                | 22. März 1893             |                       |
| Minot           | town   | 2.766            | 77,4                 | 77,1             | 35,9                                 | 18. Feb. 1802             |                       |
| Poland          | town   | 5.906            | 122,2                | 109,6            | 48,3                                 | 17. Feb. 1798             |                       |
| Sabattus        | town   | 5.044            | 69,3                 | 66,4             | 72,4                                 | 7. März 1840              |                       |
| Turner          | town   | 5.817            | 162,4                | 154,3            | 35,8                                 | 7. Juli 1786              |                       |
| Wales           | town   | 1.608            | 44,3                 | 41,8             | 36,9                                 | 1. Feb. 1816              |                       |

Für statistische Zwecke sind 3 Census-designated placees eingerichtet, dies sind:
- Lisbon Falls (CDP) (4100)
- Livermore Falls (CDP) (1594)
- Mechanic Falls (CDP) (2237)

Weitere Villages ohne eigenständige Rechte:
- East Livermore
- East Poland
- North Turner
- West Minot
- West Poland